# 顾斌
顾斌（1991年11月10日—），男，上海人，中国职业足球运动员，司职中場和左翼，現效力香港超級聯賽球隊東區。

## 球员生涯
初中毕业前，顾斌就因为他对于足球的热爱和家境的困难而引起媒体的关注。顾斌的母亲在他2岁时就离开，此后从未露面，父亲在他14岁时因病去世，顾斌完全靠姑父、姑母抚养。顾斌就读于上海著名的盛产足球人才的平凉路四小，但是由于家境贫寒，他连足球鞋都经常买不起，更加没有能力承担小学毕业后参加专业足球学校的费用，或者进入足球俱乐部梯队的某些开销。顾斌的姑父曾经联系过在上海以培养青少年球员著称的名帅徐根宝在崇明岛开设的足球基地，但是那里的教练连顾斌的情况介绍都没有听完就表示上海这个年龄段的好的球员都被根宝基地挑选完了。
2008年，顾斌被上海申花破格选入，并且在2009年初的冬训中得到了俱乐部老板朱骏的赞赏，也成为参加训练的申花球员中年龄最小的一个。2009年6月，顾斌入选国青队，2010年，又被俱乐部派往西班牙留学进入马德里竞技的梯队，2011年又租借至立陶宛联赛苏杜瓦效力。
顾斌在苏杜瓦队不但获得了大量联赛和欧罗巴联赛预选赛的出场机会，帮助球队夺得了2011年联赛季军，同时还大大提高了自己的体能素质，以至于在2012年赛季初的申花队内测试中仅次于球星阿内尔卡名列第二。
顾斌於2024/25球季季中從中超浙江隊加盟東方。
2025年7月23日，升班馬東區公布顾斌加盟。

## 榮譽

### 球會
東方
- 香港足總盃：2024–25